# Christina Frambäck
Christina Anna Ragnarsdotter Frambäck, född 7 april 1940 i Åsele, är en svensk skådespelare.

## Biografi
Frambäck gick på Dramatiska Teaterns elevskola, och spelade på Dramaten mellan 1962 och 1966. Hon har även spelat på Riksteatern och Teater Västmanland. Hon gjorde filmdebut som Elsie i Bo Widerbergs Kvarteret Korpen från 1963, men medverkade därefter endast sporadiskt på film.

## Filmografi
- 1963 – Kvarteret Korpen
- 1971 – Den byxlöse äventyraren (TV-serie)
- 1979 – Godnatt, jord (TV-serie)
- 1988 – Som man ropar
- 1989 – Förhöret
- 1991 – På öppen gata
- 1991 – Il Capitano
- 1994 – Lust
- 1995 – Stora och små män
- 1995 – Anmäld försvunnen (TV-serie)
- 1999 – Nya tider (TV-serie)

## Teater

### Roller (ej komplett)
| År   | Roll              | Produktion                                                                                               | Regi                           | Teater                 |
| ---- | ----------------- | --- | ------------------------------ | ---------------------- |
| 1962 | Georgette         | Ungdom i fjällen (Altitude 3.200) Julien Luchaire                                                        | Rolf Carlsten                  | Dramaten               |
| 1964 | Medverkande       | Å vilket härligt krig (Oh, What a Lovely War!) Charles Chilton                                           | Jackie Söderman                | Dramaten               |
| 1965 | Mathurine         | Don Juan (Dom Juan ou Le Festin de pierre) Molière                                                       | Ingmar Bergman                 | Dramaten               |
| 1965 | Medverkande       | 13 quinnor Sandro Key-Åberg, Sonja Åkesson, Robban Broberg, Björn Lindroth , Lars Löfgren och Carl Anton | Christian Lund                 | Stockholms stadsteater |
| 1969 |                   | Tjuvar ombord Per Edström                                                                                | Bengt Blomgren Anders Frambäck | Riksteatern            |
| 1970 |                   | En folkefiende Henrik Ibsen                                                                              | Tom Lagerborg                  | Örebroensemblen        |
| 1970 |                   | Skandalen Lars Björkman                                                                                  | Kåre Santesson                 | Örebroensemblen        |
| 1972 | Léontine          | Herrn går på jakt (Monsieur chasse!) Georges Feydeau                                                     | Peter Flack                    | Örebroensemblen        |
| 1973 | Shen Te/Shui Ta   | Den goda människan i Sezuan (Der gute Mensch von Sezuan) Bertolt Brecht                                  | Jan Håkansson                  | Örebroensemblen        |
| 1974 | Geesche Gottfried | Frihet i Bremen (Bremer Freiheit) Rainer Werner Fassbinder                                               | Tom Lagerborg                  | Örebroensemblen        |
| 1974 | Lady Macbeth      | Macbeth William Shakespeare                                                                              | Claes Lundberg                 | Örebroensemblen        |
| 1976 | Doris             | Noshörningen (Le rhinocéros) Eugène Ionesco                                                              | Barbro Larsson                 | Örebroensemblen        |
| 1976 | Lona Hessel       | Samhällets stöttepelare (Samfundets støtter) Henrik Ibsen                                                | Claes Lundberg                 | Örebroensemblen        |
| 1977 | Siri von Essen    | Tribadernas natt Per Olov Enquist                                                                        | Jan Håkansson                  | Örebroensemblen        |
| 1977 | Jenny Hill        | Mahagonny (Aufstieg und Fall der Stadt Mahagonny) Bertolt Brecht och Kurt Weill                          | Torsten Sjöholm                | Örebroensemblen        |
| 1977 | Sjuksyster        | Hundarna i Casablanca Christer Kihlman                                                                   | Marianne Rolf                  | Riksteatern            |
| 1977 |                   | Hoppets här Gunnar Ohrlander                                                                             | Marianne Rolf                  | Riksteatern            |
| 1979 | Dorine            | Tartuffe (Tartuffe, ou l'Imposteur) Molière                                                              | Pierre Fränckel                | Örebroensemblen        |
| 1983 | Handlarens hustru | Tiden börjar på nytt Torbjörn Säfve                                                                      | Jarl Lindblad                  | Norrbottensteatern     |
| 1984 | Natasja           | Tre systrar (Три сeстры, Tri sestry) Anton Tjechov                                                       | Göran Nilsson                  | Norrbottensteatern     |
| 1986 |                   | Bröderna Lejonhjärta Astrid Lindgren                                                                     | Roland Klockare                | Örebro länsteater      |

## Radioteater
| År   | Roll | Produktion                                                           | Regi          |
| ---- | ---- | -------------------------------------------------------------------- | ------------- |
| 1971 |      | Pampen Lars Björkman                                                 | Lars Björkman |
| 1973 |      | Stanislaus och prinsessan (Stanislaus and the Princess) Lee Torrance | Tom Lagerborg |
| 1975 |      | Bye bye blues James Saunders                                         | Tom Lagerborg |